# 李季 (考古学家)
李季（1952年8月—），祖籍山东，中华人民共和国考古学家，中国历史博物馆副馆长，中国国家博物馆副馆长，故宫博物院常务副院长。

## 生平
李季是中国共产党党员，大学本科学历，研究馆员。1969年3月在中华人民共和国轻工业部“五七”干校参加工作。1978年到1982年，在吉林大学历史系考古专业学习，毕业后被分配到国家文物局文物处，历任科员、副处长、处长。1991年9月，任国家文物局流散文物处处长。1996年12月，任国家文物局博物馆司社会文物管理处处长。1997年4月，调任中国历史博物馆陈列部主任。2000年4月，任中国历史博物馆副馆长。2003年2月，任中国国家博物馆副馆长。2003年9月，任故宫博物院常务副院长。2013年10月，任故宫博物院考古研究所所长。同年，被推选为中国考古学会副理事长。

## 著作
- 李季、何德亮，兖州西吴寺，文物出版社，1990年
- 李季、何德亮，山东济宁凤凰台遗址发掘简报、山东邹县南关遗址发掘简报、山东济宁潘庙遗址发掘简报，文物1991年第2期
- 李季、何德亮，济宁程子崖新石器时代遗址发掘简报、泗河流域古代文化的编年与类型，文物1991年第7期
- 李季、何德亮，山东济宁郊区潘庙汉代墓地，文物1991年12期
- 李季、何德亮，论山东龙山文化西吴寺类型，东南文化1996年第2期
- 日本文化厅文化财保护部编著，李季译，信立祥校，地下文物发掘调查手册，文物出版社，1989年11月
- 李季，千秋寻觅 百年求索—中国文明起源探索，四川教育出版社，1998年7月
- 中国国家博物馆主编，文物中国史第1卷（史前时代），中华书局，2004年1月（李季、安家媛、孙其刚撰稿）
- 中国历史博物馆编，中国通史陈列，朝华出版社，1998年（李季负责总通稿并执笔新石器时代部分）
- 李季，故宫博物院，迈向现代博物馆的努力和探索，收入《二十一世纪中国博物馆展望》论文集，梅隆基金会，2006年[2]